# Трофі-рейд
Трофі-рейди — змагання з подолання бездоріжжя, в якому зазвичай беруть участь позашляхові автомобілі, мотоцикли і квадроцикли. Головна відмінність трофі-рейдів від інших автомобільних змагань полягає в тому, що для виграшу екіпаж повинен одночасно виконати декілька завдань: пройти спецділянку за визначений регламентом час і виконати низку спеціальних завдань на кожному етапі.
Україна Трофі (англ. Ukraine Trophy) — перший міжнародний позашляховий трофі-рейд, що проводиться в Україні в шістьох категоріях: від стандартних повнопривідних позашляховиків до підготовлених автомобілів, квадроциклів, мотоциклів.
Україна Трофі (англ. Ukraine Trophy) — найдовший трофі-рейд в історії українського автоспорту. Перші офіційні змагання відбулися 2011 року. Під егідою Автомобільної Федерації України була створена Асоціація розвитку позашляхових видів спорту. Саме вона стала організатором і натхненником трофі-марафону. Змагання є унікальним як за довжиною маршрутів, так і за тривалістю його проведення.